# 芋川 (信濃川水系・魚野川支流)
芋川は、新潟県長岡市・小千谷市・魚沼市を流れる河川。信濃川水系魚野川の支流である。

## 概要

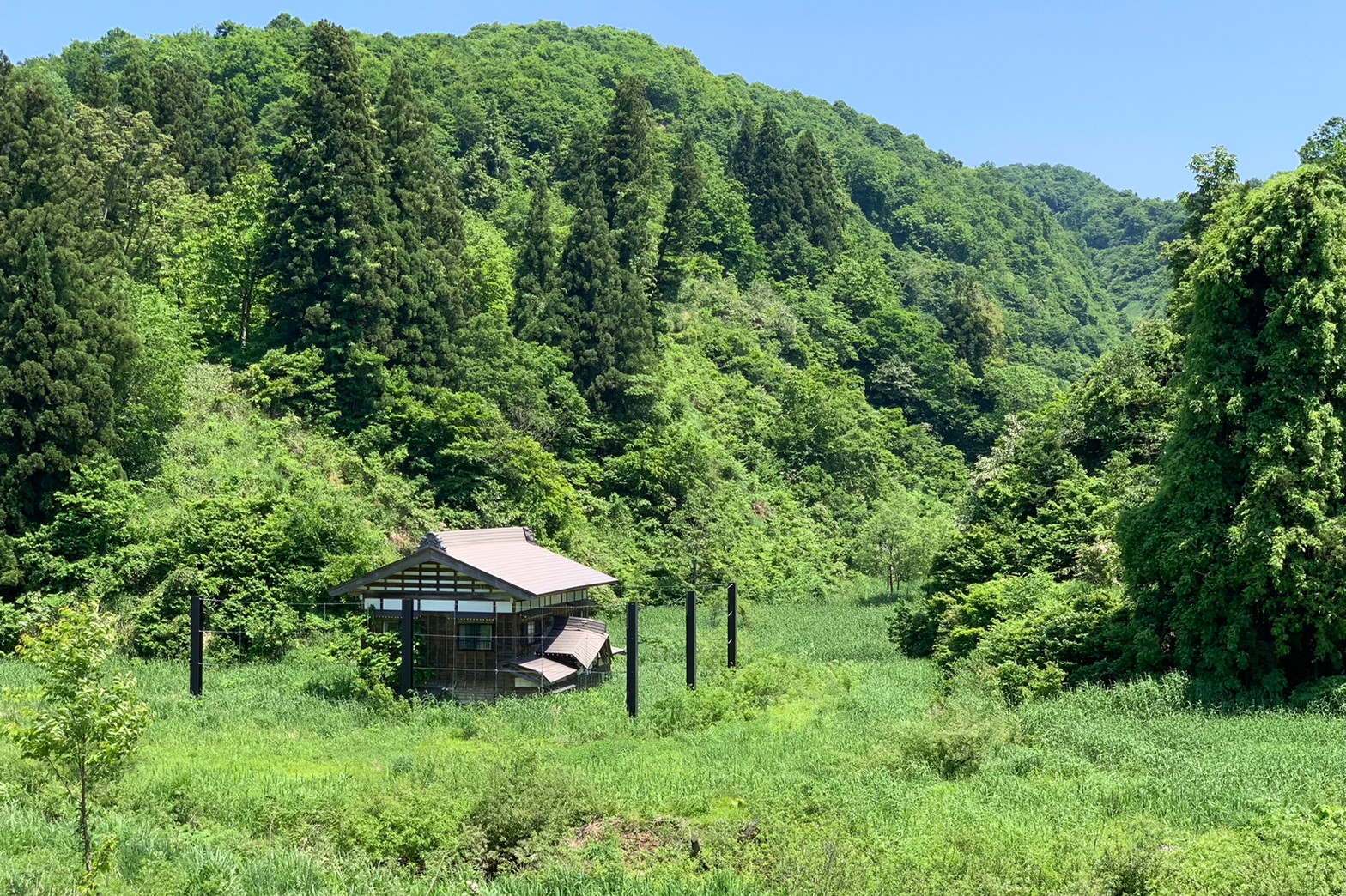
新潟県中越地震による河道閉塞で水没した家屋。中越メモリアル回廊 木籠メモリアルパークとして保存されている（2022年5月）

長岡市山古志を南向きに縦貫したのち、小千谷市塩谷を通って魚沼市の元堀之内町地域で魚野川と合流する。2004年（平成16年）の新潟県中越地震によって河道閉塞が起きたことで知られ、後に「芋川砂防フィールドミュージアム」として整備が行われた。